# Eidsberg
Eidsberg é uma comuna da Noruega, com 235 km² de área e 10 121 habitantes (censo de 2004).